# Pla de la Bena
El Pla de la Bena és un pla del terme municipal de Monistrol de Calders, al Moianès.
És a la llera mateixa del torrent de la Cucalera o Torrent del Rossinyol, a la part central-meridional del terme municipal, al peu dels vessants nord-occidentals del Puig del Rossinyol. En una part del pla de la Bena hi havia la Vinya del Solà.